# Перетно (озеро)
Перетно — озеро в Окуловском районе Новгородской области. Расположено в 10 км к западу от Окуловки.
Площадь озера составляет 3,8 км², площадь водосборного бассейна — 525 км². Высота над уровнем моря — 144,9 м.
В озеро впадает река Боровна. Через небольшое озеро Мосно соединяется с водохранилищем Заозерье — истоком Перетны.
На берегу озера стоит деревня Перетно Берёзовикского сельского поселения.

## Данные водного реестра
По данным государственного водного реестра России относится к Балтийскому бассейновому округу, водохозяйственный участок озера — Мста без р. Шлина от истока до Вышневолоцкого г/у, речной подбассейн озера — Волхов. Относится к речному бассейну реки Нева (включая бассейны рек Онежского и Ладожского озера).
Код объекта в государственном водном реестре — 01040200211102000022143.